# Wiesengrashüpfer

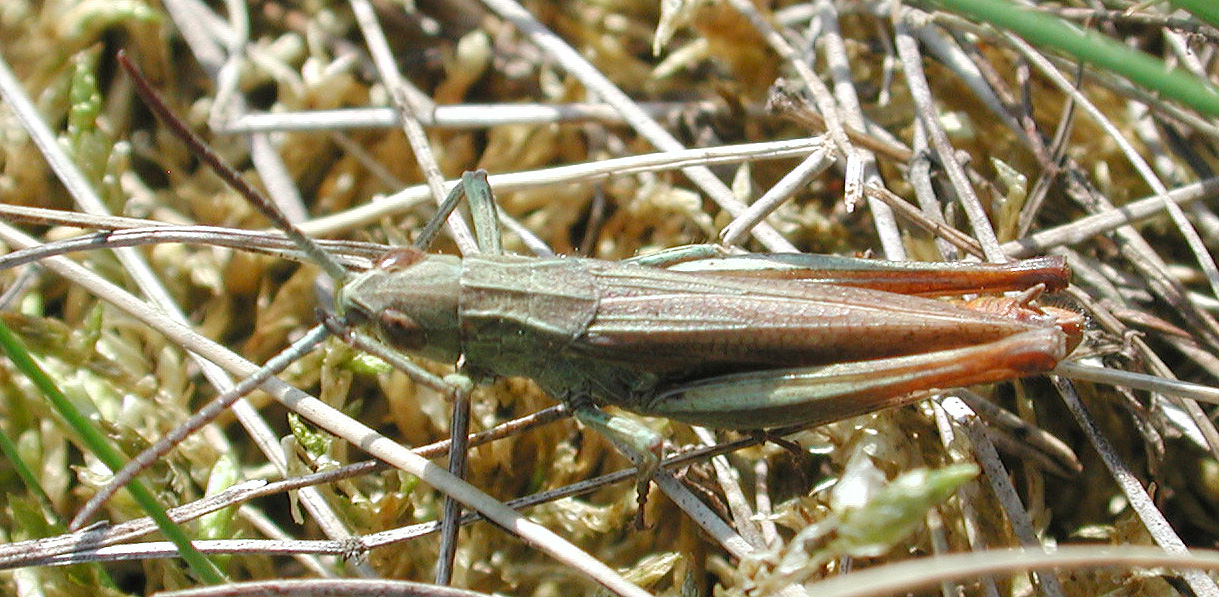
Männchen

Der Wiesengrashüpfer (Chorthippus dorsatus) ist eine Kurzfühlerschrecke aus der Familie der Feldheuschrecken (Acrididae).

## Merkmale
Die Tiere werden 14 bis 18 Millimeter (Männchen) bzw. 19 bis 25 Millimeter (Weibchen) lang. Ihr Körper ist braun oder olivgrün gefärbt. Seltener ist der Rücken zum Teil grasgrün, das Hinterleibsende der Männchen ist häufig rot gefärbt. Häufig ist der Thorax dicht behaart. Die Seitenkiele des Halsschildes verlaufen im ersten Drittel parallel, hinten laufen sie aber deutlich bogenförmig auseinander, sind jedoch nie geknickt. Das Costalfeld ist bei den Weibchen dicht beadert und deutlich breiter als beim Weißrandigen Grashüpfer (Chorthippus albomarginatus).

## Vorkommen
Die Art kommt in Europa und Asien vor und ist in Mitteleuropa überall häufig. In Europa erstreckt sich das nördliche Verbreitungsgebiet über die Bretagne, Luxemburg, den Südosten der Niederlande, Dänemark und den Südosten Schwedens. Die Art fehlt auf den Britischen Inseln. Die südliche Verbreitung umfasst Spanien, Süditalien, Slowenien und den Süden Bulgariens. Östlich kommt die Art bis ins Amurgebiet und den Nordosten China vor. Die Art lebt in Mitteleuropa meist in Höhenlagen zwischen 500 und 800 Metern, in der Schweiz steigt sie bis 1800, in Bulgarien auch über 2200 Meter. Besiedelt werden bevorzugt leicht feuchte bis feuchte Wiesen, vor allem um Moore, die Art kommt aber auch auf mäßig trockenen Wiesen vor. Stark landwirtschaftlich genutzte oder gedüngte Wiesen werden aber gemieden.

## Lebensweise
Der Wiesengrashüpfer ernährt sich herbivor von verschiedenen Gräsern. Die Weibchen legen ihre Eier an oder zwischen Grashalmen bzw. in der Vegetation knapp über dem Boden ab. Die Larven schlüpfen Ende Mai bis Anfang Juni und durchleben vier Larvenstadien bis zum adulten Insekt, welches ab Mitte Juli bis Mitte Oktober auftritt.

## Balz und Paarung
Der Paarungsgesang der Männchen kann vom Menschen nur wenige Meter weit gehört werden und besteht aus kurzen Versen die wie auch beim sehr ähnlich klingenden Gemeinen Grashüpfer (Chorthippus parallelus) aus kratzenden Silben bestehen, jedoch wird an diese ein schwirrender Laut angefügt. Insgesamt dauert eine Strophe eine bis eineinhalb Sekunden, der Gesang, während dessen die Intensität und Geschwindigkeit der einzelnen Strophen variieren, dauert aber meist viele Minuten an. Am Ende einer erfolgreichen Balz vollführt das Männchen einen Anspringlaut und springt danach auf das Weibchen zu. Hört das Männchen während der Balz einen Konkurrenten, wird der am Ende der Strophe angefügte Schwirrlaut kräftiger und länger ausgeführt. Gelegentlich treten Fehlpaarungen zwischen dem Wiesen- und dem Gemeinen Grashüpfer auf.